# Mel Sheppard
Melvin Winfield „Mel“ Sheppard (* 5. September 1883 in Almonesson Lake, New Jersey; † 4. Januar 1942 in Queens, New York City) war ein US-amerikanischer Leichtathlet und Olympiasieger, der seine größten Erfolge im Mittelstreckenlauf hatte.

## Karriere
Sheppards Bewerbung beim New York Police Department wurde abgelehnt, da er ein zu schwaches Herz hatte. Dies hinderte ihn nicht daran, in den Jahren 1906 bis 1908 dreimal die AAU-Meisterschaften über 880 Yards zu gewinnen. Er wurde als Favorit für die kommenden Olympischen Spiele gehandelt.
Bei den Olympischen Spielen 1908 in London führte er über 800 Meter von Beginn an und lief die ersten 400 Meter in einer Zeit von 53 Sekunden. Er gewann den Lauf mit der Weltrekordzeit von 1:52,8 min vor dem Italiener Emilio Lunghi und dem Deutschen Hanns Braun. Im 1500-Meter-Lauf gewann er ebenfalls die Goldmedaille, vor den beiden Briten Harold Wilson und Norman Hallows. Als Drittes gewann er die Mannschaftsgoldmedaille in der olympischen Staffel.
Bei den Olympischen Spielen 1912 in Stockholm gewann Sheppard die Silbermedaille über 800 Meter zwischen den beiden anderen US-Amerikanern Ted Meredith und Ira Davenport. Über 1500 Meter erreichte er im Finale nicht das Ziel. In der 4-mal-400-Meter-Staffel siegte er zusammen mit seinen Teamkollegen Edward Lindberg, Ted Meredith und Charles Reidpath vor den Stafetten aus Frankreich und Großbritannien.
Sheppard trainierte zwar täglich, aber neben Ein- und Auslaufen machte er in der Regel nur einen (dafür sehr intensiven und täglich anderen) Tempolauf über Strecken von 400 bis 1000 Meter. Im Vergleich zum Training seiner Zeit gehörte er damit über 1500 Meter zu den Sportlern, die extrem wenig trainierten, während bei 400 und 800 Metern sein Training dem Üblichen entsprach.
Sheppard diente im Ersten Weltkrieg in der New Jersey National Guard und dem 69th Infantry Regiment (New York). Er wurde hauptsächlich als der Verantwortliche für militärische Grundausbildung und Training an der Heimatfront eingesetzt. Nach dem Krieg arbeitete er als Trainer verschiedener Clubs und als Verantwortlicher für den Betriebssport bei John Wanamaker. Er starb an plötzlichem Herzversagen.